# آنری دو مونترلان
آنری دو مونترلان (به فرانسوی: Henry de Montherlant) نویسنده قرن نوزدهم میلادی اهل فرانسه بود.
از ویژگی های مهم آثار او ، جایگاه روشن فکرانه شخصیت ها است و اعمال و ویژگی های روانی آنها در مرکز توجه است.